# Marcin z Krosna
Marcin z Krosna (ok. 1502–1561) – urodzony w Krośnie, profesor medycyny Akademii Krakowskiej.